# Saša Gerdej
Saša Gerdej, slovenska radijska in televizijska voditeljica, * 1966.
Saša Gerdej je svojo medijsko kariero začela 1985 na Radiu Glas Ljubljane v generaciji s Sašo Einsiedler, kariero je nadaljevala na Televiziji Slovenija, nato pa je po osmih letih odšla na Kanal A, a se nato spet vrnila v radijske vode, ustvarjala je postojnski Radio 94, na to pa 24ur radijske novice. Kratek čas je delala tudi na Prva TV. Zadnjič se je na televizijskih zaslonih pojavila leta 2005, kot voditeljica izbora za evrovizijsko popevko – Emo.
V istem tednu ji je revija Stop podelila TV Viktorja za bilingvistične sposobnosti med vodenjem Evro tedna na hrvaški televiziji in TV Limono za  komentiranje izbora za Pesem Evrovizije v Zagrebu 1990.
Po letu 2005 se je umaknila iz javnega življenja.
Pomembnejše oddaje:
- Glasbeni ropot (TV Slovenija)
- Videogodba (TV Slovenija)
- Poletna noč (TV Slovenija)
- Videonoč (TV Slovenija)
- Sobotna noč (TV Slovenija)
- Bobenček (TV Slovenija, 1992)
- Komu gori pod nogami (TV Slovenija) (redaktorica)
- Unpato (Kanal A)
- Na moj način s Sašo Gerdej (Prva TV, 2005)